# Club Sportiv Municipal Deva
Il Club Sportiv Municipal Deva è stata una squadra di calcio a 5 romena con sede a Deva. Fino al 2023 la società era nota come "Fotbal Club Autobergamo".

## Storia
La società è stata fondata nel 2013 come "ASFC Fiat Autobergamo" per sopperire al vuoto lasciato in città dallo scioglimento del CIP Deva. Iscritta alla massima serie, la Fiat Autobergamo vince immediatamente la Liga 1, ottenendo il diritto di partecipare all'edizione seguente della Coppa UEFA. Nell'estate del 2014 la società è divenuta "FC Autobergamo" per adeguarsi alle disposizioni della UEFA che vietano alle squadre di inserire il nome di aziende nella denominazione sociale. A partire dalla stagione 2023-24, il comune di Deva rileva a titolo gratuito la società dal fondatore Dorin Popa, che entra dunque a far parte del Club Sportiv Municipal Deva. Nonostante la vittoria della quarta coppa nazionale, nell'estate del 2024 la nuova amministrazione comunale decide di sciogliere la prima squadra, al pari di altre sezioni della polisportiva.

## Palmarès
- Campionati romeni: 2
2013-14, 2016-17
- Coppa di Romania: 4
2014-15, 2015-16, 2022-23[5], 2023-24